# 勾魂惡夢
《勾魂惡夢》是1999年的一部香港三級電影。由鄭偉文執導，黃秋生、尹天照、張文慈、吳廷燁等主演。

## 劇情
電影講述了洛業向十方術士（原名白十方）買了一個春夢導致家財盡失 之后洛业弟弟洛文查出十方术士的阴谋  ，然后在十方术士妻子的帮助下成功将噩梦反种 在十方术士身上  以其人之道还其人之身

## 演員
| 演員   | 角色                         |
| 黃秋生 | 洛業                         |
| 尹天照 | 洛文                         |
| 張文慈 | 十方術士妻子                 |
| 吳廷燁 | 十方術士（粵語配音：陳旭明） |
| 麥麗紅 | 洛業妻子                     |

## 外部連結
- 香港影庫上《勾魂惡夢》的資料（繁體中文）
- 互联网电影数据库（IMDb）上《勾魂惡夢》的资料（英文）
- 開眼電影網上《勾魂惡夢》的資料（繁體中文）
- 时光网上《勾魂惡夢》的資料（简体中文）